# Ceira virgata
Ceira virgata är en fjärilsart som beskrevs av Alfred Ernest Wileman 1914. Ceira virgata ingår i släktet Ceira och familjen tandspinnare. Inga underarter finns listade i Catalogue of Life.